# Đàn thảo châu Mỹ
Đàn thảo châu Mỹ (danh pháp khoa học: Elatine americana) là một loài thực vật có hoa trong họ Elatinaceae. Loài này được (Pursh) Arn. mô tả khoa học đầu tiên năm 1830.